# Denis Vaucher
Denis Vaucher (18 febbraio 1898 – 24 febbraio 1993) è stato uno sciatore di pattuglia militare svizzero.

## Biografia
Conquistò una medaglia d'oro nella Pattuglia militare ai I Giochi olimpici invernali di Chamonix-Mont-Blanc 1924 con Alfons Julen, Alfred Aufdenblatten e Anton Julen (3:56:06 e 8 centri). Gli svizzeri si imposero sulle nazionali finlandese e francese.
Era l'unico membro della squadra che proveniva da Berna: gli altri componenti provenivano tutti da Zermatt.

## Palmarès

### Olimpiadi
- 1 medaglia:
  - 1 oro (pattuglia militare a Chamonix-Mont-Blanc 1924)